# Кония (окръг Пафос)
Кония (на гръцки: Κονιά, Коня̀) е село в Кипър, окръг Пафос. Според статистическата служба на Република Кипър през 2001 г. селото има 911 жители.
Намира се на 3 км източно от Пафос.